# Governanti della Repubblica di Pisa
Qui di seguito i governanti della Repubblica di Pisa dalla sua nascita nel XI secolo alla sua scomparsa nel XVI secolo.

## Prima Repubblica Pisana

### Periodo consolare

#### Dalla prima metà dell'XI secolo al 1081
Nella prima metà dell'XI secolo la città di Pisa era una dipendenza del Margraviato di Toscana (Sacro Romano Impero). Nella seconda metà dell'XI secolo però la città iniziò a godere di una certa autonomia con l'adozione delle prime forme embrionali di autogoverno.
| Nº | Ritratto | Nome (nascita–morte)         | Stemma | Periodo | Periodo | Note                                                                                              |
| Nº | Ritratto | Nome (nascita–morte)         | Stemma | Inizio  | Fine    | Note                                                                                              |
| -- | -------- | ---------------------------- | ------ | ------- | ------- | ------------------------------------------------------------------------------------------------- |
| 1  |          | Giovanni Orlandi (... – ...) |        | 1063    | ...     | Descritto negli annali pisani come Duce e console di Pisa, il primo di cui si abbia notizia certa |

#### Dal 1081 al 1189
Nel 1081, Enrico IV di Franconia concesse alla città di Pisa il diritto di eleggere i propri rappresentanti che andavano a formare il consolato.
| Nº | Ritratto | Nome (nascita–morte)          | Stemma | Periodo | Periodo | Note |
| Nº | Ritratto | Nome (nascita–morte)          | Stemma | Inizio  | Fine    | Note |
| -- | -------- | ----------------------------- | ------ | ------- | ------- | --- |
| 1  |          | Rodolfo Orlandi (1056 - 1102) |        | 1081?   | 1102    | Dopo la sua morte, il popolo pisano gli dedicò una statua (chiamata dai pisani dell'epoca Il gigante). Tale statua fu posta in Via Santa Maria, per poi essere sostituita da una statua di Ferdinando I de' Medici |

### Periodo podestarile

#### Dal 1190 al 1254
Dal 1190 la Repubblica di Pisa adottò la podesteria con a capo un podestà; tuttavia per alcuni periodi operarono anche dei cittadini eletti come consoli.
Nel 1254, dopo una rivolta popolare, avvenne l'istituzionalizzazione del Popolo con la creazione del capitanato e della magistratura degli anziani ma comunque la figura istituzionale più importante rimase quella del podestà.
N.B. L'elenco numerato riguarda i soli podestà dal 1190 al 1254.
| Nº | Ritratto | Nome (nascita–morte) | Stemma | Periodo           | Periodo           | Note                                                               |
| Nº | Ritratto | Nome (nascita–morte) | Stemma | Inizio            | Fine              | Note                                                               |
| -- | -------- | --- | ------ | ----------------- | ----------------- | ------------------------------------------------------------------ |
| 1  |          | Tedice della Gherardesca (... – ...) |        | 29 luglio 1190    | 30 maggio 1192    | Primo podestà di Pisa                                              |
| -  |          | Bulgarino Visconti (... – ...) Alberto Gualandi (... – ...) Ranieri Caetani (... – ...) Gaetano di Burgundio (... – ...) Filippo Vernagalli Casalei (... – ...) Ferrante de Curte (... – ...) Barone Ricucchi (... – ...) Riccio del fu Pipino (... – ...) Bolso Casapieri (... – ...)             |        | 1192              | febbraio 1194     | Consolato                                                          |
| -  |          | Alcherio Anfossi (... – ...) Bandino di Burgundio (... – ...) Lanfranco da San Casciano (... – ...) Lanfranco Bocci Gualandi (... – ...) Battipaglia Gualandi (... – ...) Gallo da San Casciano (... – ...) Marzucco Caetani (... – ...) Treguano di San Clemente (... – ...) Conetto (... – ...)  |        | 29 marzo 1195     | 22 settembre 1196 | Consolato                                                          |
| 2  |          | Tedice della Gherardesca (... – ...) |        | 9 apr. 1197       | 10 apr. 1199      | Eletto il 22 settembre 1196 ma entrato in carica dal 9 aprile 1197 |
| -  |          | ... (... – ...) |        | 1200              | 1201              | Nessun rettore riscontrato                                         |
| 3  |          | Gherardo Visconti (... – ...) |        | 1201              | 4 marzo 1202      |                                                                    |
| 4  |          | Gherardo Visconti (... – ...) |        | 23 marzo 1202     | 12 febbraio 1203  |                                                                    |
| 5  |          | Guelfo da Porcari (... – ...) |        | 12 febbraio 1203  | maggio 1204       |                                                                    |
| -  |          | Ranieri Sismondi (... – ...) Albizzone Casapieri (... – ...) Ranieri Caetani (... – ...) |        | 21 gennaio 1205   | 15 giugno 1205    | Consolato                                                          |
| 6  |          | Gherardo Cortevecchia Gualandi (... – ...) |        | 2 luglio 1206     | 10 settembre 1207 |                                                                    |
| 7  |          | Matteo da Correggio (... – ...) |        | 19 marzo 1208     | 20 dicembre 1208  | Podestà forestiero                                                 |
| 8  |          | Goffredo Visconti (... – ...) |        | 12 marzo 1209     | 30 dicembre 1210  |                                                                    |
| -  |          | Gherardo Cortevecchia Gualandi (... – ...) Lamberto Bonone (... – ...) Ferrante de Curte (... – ...) Frangipane Visconti (... – ...) Ildebrandino Casalei (... – ...) Uguccione da Caprona (... – ...) Robertino Presbiteri (... – ...) Bandino Caetani (... – ...) Bandino di Gaetano (... – ...) |        | 14 maggio 1211    | 1212              | Consolato                                                          |
| -  |          | ... (... – ...) |        | 6 luglio 1212     | 16 agosto 1212    | Nessun rettore riscontrato                                         |
| -  |          | Ugo Grotti Duodi (... – ...) Sigerio Visconti (... – ...) Calcesano de Mercato (... – ...) Sismondello Sismondi (... – ...) |        | 24 marzo 1213     | 27 marzo 1214     | Consolato                                                          |
| -  |          | Bolso Casapieri (... – ...) Gherardo da Parlascio (... – ...) Ugo Visconti (... – ...) Ranieri Sismondi (... – ...) |        | 30 maggio 1214    | marzo 1215        | Consolato                                                          |
| 9  |          | Ubaldo Visconti I (... – 1230) |        | 29 marzo 1215     | 2 gennaio 1218    |                                                                    |
| -  |          | Bolso Casapieri (... – ...) Ugo Grotti Duodi (... – ...) Ranieri Barattola Visconti (... – ...) Malvicino Upezzinghi (... – ...) Guido Matti (... – ...) |        | 14 maggio 1218    | maggio 1220       | Consolato                                                          |
| 10 |          | Bonaccorso Sismondi (... – ...) |        | maggio 1220       | 9 luglio 1221     |                                                                    |
| 11 |          | Alberghetto da Treviso (... – ...) |        | 12 gennaio 1222   | 16 gennaio 1223   | Podestà forestiero                                                 |
| -  |          | Guelfo da Porcari (... – ...) Ubaldo Visconti I (... – 1230) Ildebrandino Matti (... – ...) |        | 28 marzo 1223     | 3 luglio 1224     | Organo cittadino                                                   |
| 12 |          | Provino Incoardi da Milano (... – ...) |        | 19 settembre 1224 | 19 agosto 1225    | Podestà forestiero                                                 |
| 13 |          | Rolando Rossi da Parma (... – ...) |        | 1225              | 6 novembre 1226   | Podestà forestiero                                                 |
| 14 |          | Ubaldo Visconti I (... – 1230) |        | 6 aprile 1227     | 19 novembre 1228  | Eletto il 6 novembre 1226 ma entrato in carica dal 6 aprile 1227   |
| 15 |          | Annibaldo degli Annibaldi da Roma (... – ...) |        | 5 settembre 1229  | 31 dicembre 1230  | Podestà forestiero                                                 |
| 16 |          | Proino Incoardi da Milano (... – ...) |        | 1231              | ...               | Podestà forestiero                                                 |
| 17 |          | Ugo Lupo da Parma (... – ...) |        | 1232              | 1233              | Podestà forestiero                                                 |
| 18 |          | Torello de Strada da Pavia (... – ...) |        | 1234              | ...               | Podestà forestiero                                                 |
| -  |          | Alberto (... – ...) Saraceno Casapieri (... – ...) Gatto Orlandi (... – ...) Gualterotto da San Casciano (... – ...) Enrico Villani Duodi (... – ...) Gherardo Guinizzelli Sismondi (... – ...) |        | 1235              | ...               | Consolato                                                          |
| 19 |          | Guido dei Guidi (... – ...) |        | 1236              | ...               | Podestà forestiero                                                 |
| 20 |          | Tegrimo dei Guidi (... – ...) |        | 1237              | 1239              | Podestà forestiero                                                 |
| 21 |          | Ugolino Rossi da Parma (... – ...) |        | 1240              | 1241              | Podestà forestiero                                                 |
| 22 |          | Bonaccorso de Palude da Pavia (... – ...) |        | 1242              | 1244              | Podestà forestiero                                                 |
| 23 |          | Rinaldo da Machillona (... – ...) |        | 1245              | ...               | Podestà forestiero                                                 |
| 24 |          | Iacopo da Morra (... – ...) |        | dicembre 1245     | 26 febbraio 1246  | Podestà forestiero                                                 |
| 25 |          | Amizzo de Strada da Pavia (... – ...) |        | 1246              | ...               | Podestà forestiero                                                 |
| 26 |          | Marino di Eboli da Capua (... – ...) |        | 1247              | ...               | Podestà forestiero                                                 |
| 27 |          | Bernardo da Faenza (... – ...) |        | 1248              | ...               | Podestà forestiero                                                 |
| 28 |          | Enrico da Rivello (... – ...) |        | 1249              | ...               | Podestà forestiero                                                 |
| 29 |          | Tommaso d’Acerra (... – ...) |        | 1250              | ...               | Podestà forestiero                                                 |
| 30 |          | Alessandro da Calvello (... – ...) |        | 1251              | ...               | Podestà forestiero                                                 |
| 31 |          | Angelo di Sant’Eustachio (... – ...) |        | gennaio 1252      | agosto 1252       | Podestà forestiero                                                 |
| 32 |          | Fabbro Lambertazzi da Bologna (... – ...) |        | agosto 1252       | dicembre 1253     | Podestà forestiero                                                 |
| 33 |          | Jacopo degli Avvocati da Cremona (... – ...) |        | 1254              | ...               | Podestà forestiero                                                 |

#### Dal 1283 al 1292
| Nº | Ritratto | Nome (nascita–morte)                                                    | Stemma | Periodo                 | Periodo               | Note |
| Nº | Ritratto | Nome (nascita–morte)                                                    | Stemma | Inizio                  | Fine                  | Note |
| -- | -------- | ----------------------------------------------------------------------- | ------ | ----------------------- | --------------------- | --- |
| 1  |          | Beltrame da Carcano da Milano (... – ...)                               |        | 1283                    | ...                   | Podestà forestiero |
| 2  |          | Gherardo Castelli da Treviso (... – ...)                                |        | gennaio 1284 (de jure)  | marzo 1284 (de jure)  | Podestà forestiero eletto dalla città di Pisa; non riuscì a raggiungere la città essendo sotto assedio in una fortezza della Marca |
| 3  |          | Filippo Tornielli di Novara (... – ...)                                 |        | gennaio 1284 (de facto) | marzo 1284 (de facto) | Podestà forestiero, la podestaria fu ricoperta momentaneamente da Filippo per conto di Gherardo Castelli da Treviso |
| 4  |          | Albertino Morosini (... – ...)                                          |        | marzo 1284              | agosto 1284           | Podestà forestiero, fu eletto a gennaio 1284 ma entrò effettivamente in carica solo a marzo 1284; fu catturato alla battaglia della Meloria da quel momento ricoprì il suo ruolo fino a settembre (però come vicario) suo figlio Martino Morosini |
| 5  |          | Ugolino Della Gherardesca (1210 – 1289)                                 |        | 18 ottobre 1284         | 1284                  | Eletto ufficialmente il 18 ottobre 1284 |
| 6  |          | Ugolino Della Gherardesca (1210 – 1289)                                 |        | 1285                    | 1285                  | Da febbraio a marzo con mandato decennale |
| 7  |          | Ugolino Della Gherardesca (1210 – 1289)                                 |        | 1286                    | 1286                  | Dal luglio 1286 con capitano del popolo Nino Visconti |
| 8  |          | Ugolino Della Gherardesca (1210 – 1289) Nino Visconti (ca. 1265 – 1296) |        | aprile 1287             | ...                   | Duumvirato dei Della Gherardesca-Visconti di Pisa eletti come podestà, capitani, rettori, amministratori e governatori pisani |
| 9  |          | Ugolino Della Gherardesca (1210 – 1289) Nino Visconti (ca. 1265 – 1296) |        | 1288                    | ...                   | Duumvirato dei Della Gherardesca-Visconti di Pisa eletti come podestà e capitani del popolo |
| 10 |          | Ruggieri degli Ubaldini (... – 1295)                                    |        | 2 luglio 1288           | 31 agosto 1288        | Eletto come podestà, rettore e governatore |
| 11 |          | Gualtieri da Brunforte (... – ...)                                      |        | novembre 1288           | ...                   | |
| 12 |          | Guido da Montefeltro (ca. 1220 – 1298)                                  |        | 1289                    | 1289                  | |
| 13 |          | Guido da Montefeltro (ca. 1220 – 1298)                                  |        | 1290                    | 1290                  | |
| 14 |          | Guido da Montefeltro (ca. 1220 – 1298)                                  |        | 1291                    | 1291                  | |
| 15 |          | Galasso da Montefeltro (... – 1300)                                     |        | 1292                    | 1292                  | |

#### Dal 1310 al 1318
| Nº | Ritratto | Nome (nascita–morte)                           | Stemma | Periodo           | Periodo | Note                                                                               |
| Nº | Ritratto | Nome (nascita–morte)                           | Stemma | Inizio            | Fine    | Note                                                                               |
| -- | -------- | ---------------------------------------------- | ------ | ----------------- | ------- | ---------------------------------------------------------------------------------- |
| 1  |          | Federico I da Montefeltro (... – 1322)         |        | marzo 1310        | 1310    | Eletto podestà e capitano del popolo                                               |
| 2  |          | ... (... – ...)                                |        |                   |         |                                                                                    |
| 3  |          | ... (... – ...)                                |        |                   |         |                                                                                    |
| 4  |          | Uguccione della Faggiola (ca. 1250 – 1319)     |        | 20 settembre 1313 | 1313    | Eletto podestà, capitano del popolo e capitano di guerra, divenne de facto signore |
| 5  |          | Uguccione della Faggiola (ca. 1250 – 1319)     |        | 1314              | 1314    |                                                                                    |
| 6  |          | Uguccione della Faggiola (ca. 1250 – 1319)     |        | 1315              | 1315    |                                                                                    |
| 7  |          | Uguccione della Faggiola (ca. 1250 – 1319)     |        | 1316              | 1316    |                                                                                    |
| 8  |          | Franceschino della Mirandola (ca. 1272 – 1321) |        | 1317              | 1318    | Gherardo da Donnoratico nominato capitano di popolo                                |